# کوشک مشیر فاطمی
کوشک مشیر فاطمی مربوط به اواخر دوره قاجار است و در اصفهان، خیابان زینبیه جنوبی، پارک باغوشخانه واقع شده و این اثر در تاریخ ۱۴ اسفند ۱۳۸۵ با شمارهٔ ثبت ۱۷۸۰۹ به‌عنوان یکی از آثار ملی ایران به ثبت رسیده است.